# پل میان‌گذر دریاچه ارومیه

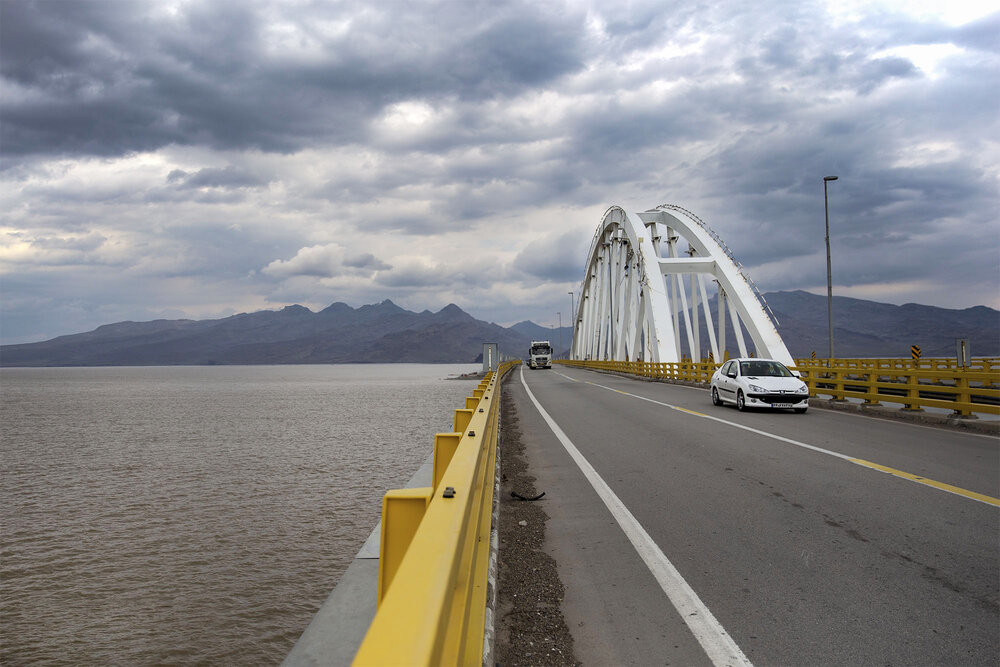
پل شهید کلانتری دریاچهٔ ارومیه

پل شهید کلانتری بر روی دریاچهٔ ارومیه بنا نهاده شده است و قسمتی از آزادراه تبریز-ارومیه است. این پل دو استان آذربایجان شرقی و آذربایجان غربی در شمال غربی ایران را به هم متصل می‌کند. این پل ۱٬۷۰۹ متر طول دارد که ۱٬۲۷۶ متر آن در داخل دریاچهٔ ارومیه اجرا شده و حدود ۳۸۵ متر آن در دو طرف پل‌های اتصال است. مسیر اول این طرح در ۲۷ آبان ۱۳۸۷ توسط محمود احمدی‌نژاد مورد بهره‌برداری قرار گرفت. این پل با وجود انتقادها به دلیل فشارهای زیاد مسئولین محلی برای کاهش مسافت سفر از تبریز به ارومیه سرانجام اجرایی شد. به‌علت هزینهٔ بالاتر احداث پل هوایی، نحوهٔ ساخت پل در بیشتر مسیر مبتنی بر خاکریزی و دو نیم سازی دریاچه بوده که بدون ارزیابی دقیق زیست‌محیطی اجرا شده است. همین امر بنابر شواهد قطعی علمی باعث انسداد گستردهٔ جریان آب، تقسیم آب ورودی به دو حوضه، و افزایش میزان تبخیر و یکی از مهم‌ترین عوامل خشکی دریاچه بوده که به همین دلیل پیشنهادهای متعددی بابت اصلاح یا تخریب کامل این پل ارائه شده است.

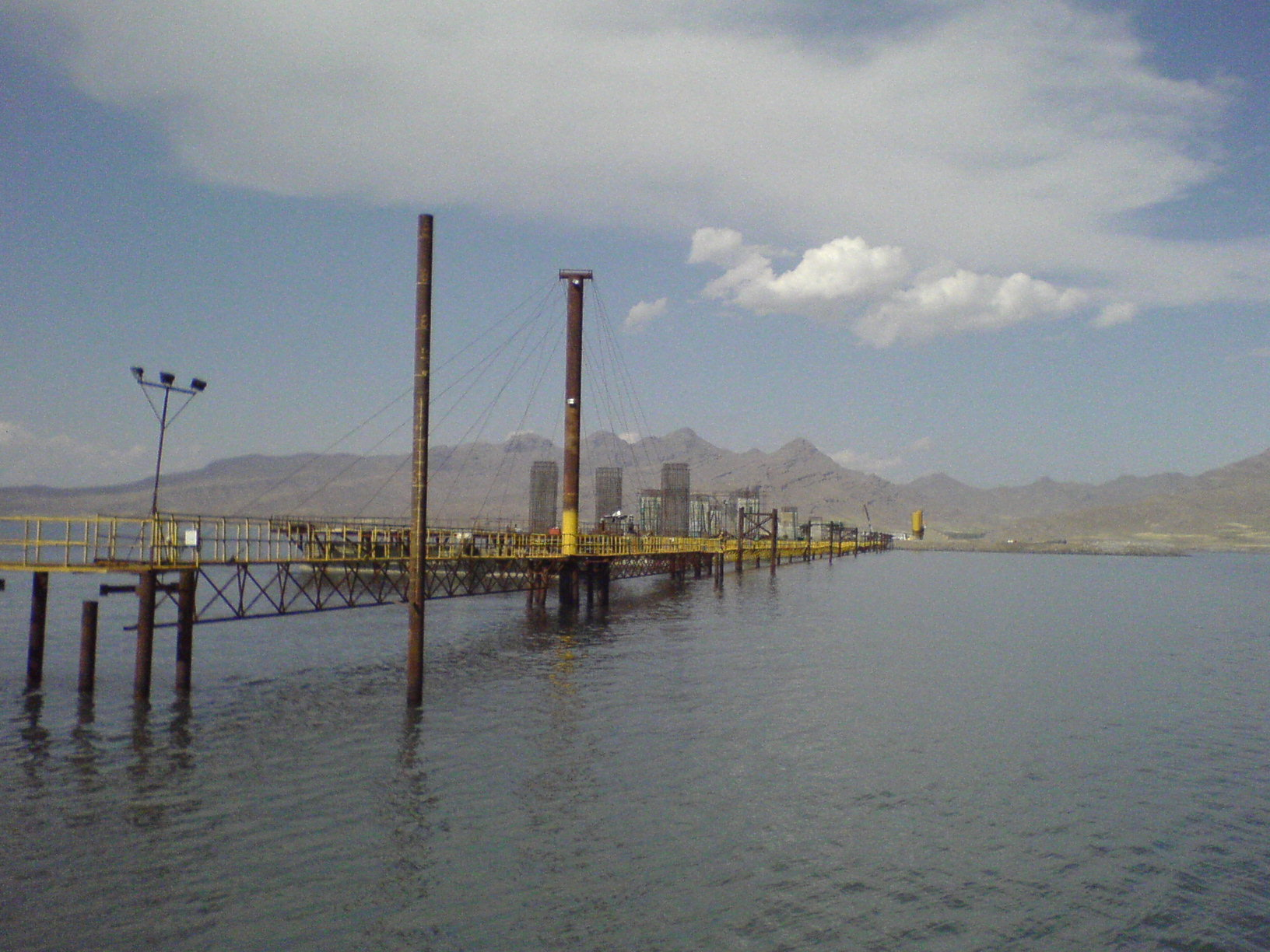
قسمتی از پل شهید کلانتری در حین ساخت.

پل شهید کلانتری طولانی‌ترین پل ساخته‌شده در ایران (سه برابر طولانی‌ترین پل پیشین) به طول هزار و هفتصد و نه متر است که بر روی دریاچهٔ ارومیه ساخته شده است و فاصلهٔ میان دو شهر تبریز و ارومیه را به ۱۳۵ کیلومتر کاهش داده است. این پل در ۲۷ آبان ۱۳۸۷ خورشیدی به بهره‌برداری رسید. در صورت عبور از روی پل شهید کلانتری، فاصلهٔ ارومیه تا تهران برابر با ۷۸۰ کیلومتر خواهد بود. طبق ادعای  مسئولین محلی، این پل نقش به‌سزایی در توسعهٔ گردشگری و تبادلات فرهنگی و تجاری میان دو استان آذربایجان شرقی و آذربایجان غربی دارد و باعث صرفه‌جویی در مصرف سوخت و زمان و کاهش تصادفات جاده‌ای و استهلاک خودروها می‌شود.

## جزئیات
پروژه میان‌گذر دریاچه ارومیه شامل سه بخش است:
- پل اصلی: این پل با دو مسیر رفت و برگشت جداگانه که هرکدام عرضی برابر با ۹٫۵ متر دارند، با استفاده از مقاطع مرکب فلزی و بتنی ساخته شده است. مسیر راه‌آهن نیز به عرض ۵ متر در وسط پل‌های سواره رو طراحی و منظور شده است. طول این پل با احتساب کوله‌های متصل‌کننده آن به خاکریز معادل ۲ کیلومتر است. شیب طولی پل به علت عبور راه‌آهن به ۱٫۲ درصد محدود شده است و ارتفاع آزاد در زیر دهانه وسط، جهت عبور شناورها، در پرآب‌ترین وضعیت دریاچه حدود ۱۰ متر است.
- پل آبگذر: به طول تقریبی ۵۰۰ متر که به لحاظ مسایل محیط زیستی و بهبود گردش آب در دریاچه پیش‌بینی شده است.
- خاکریز: که شامل اقداماتی جهت حفاظت و بهسازی خاکریز موجود است.

این پل یک هزار و ۷۰۹ متر طول دارد که یک هزار و ۲۷۶ متر آن در داخل دریاچهٔ ارومیه اجرا شده و حدود ۳۸۵ متر در دو طرف پل‌های دسترسی و اتصال است. این پل، پی عمیق و لجنی دارد که عمق شمع‌های آن بیش از ۸۰ متر است و بیش از ۳۵ کیلومتر شمع‌کوبی در دریاچه انجام شده و ۳۵ هزار تن فولاد و ۵۰ هزار متر مکعب بتن در این پروژه به‌کار رفته است. دهانهٔ وسط پل شهید کلانتری را یک دهانهٔ قوسی به‌طول ۱۰۰ متر، عرض ۲۵ متر و ارتفاع ۲۵ متر تشکیل می‌دهد. این سازه یک هزار و ۳۰۰ تن وزن دارد که تماماً در خشکی ساخته شده و حمل و انتقال آن به اسکله به‌صورت حمل دریایی و نصب آن یکی از سختی‌های ساخت این سازه بوده و ۱۲ دهانهٔ ۷۰ متری و ۶ دهانهٔ ۵۰ متری دارد. عرشهٔ این پل یک تیر کامپوزیت است که از فلز و فولاد و بتن ترکیب شده است. تیر فولادی آن در کناره‌های تکیه‌گاه روی خشکی به‌هم وصل و مونتاژ شده و سپس از آن‌جا توسط سامانهٔ دورن‌فشاری (پوشین) به روی پل هل داده شده است.

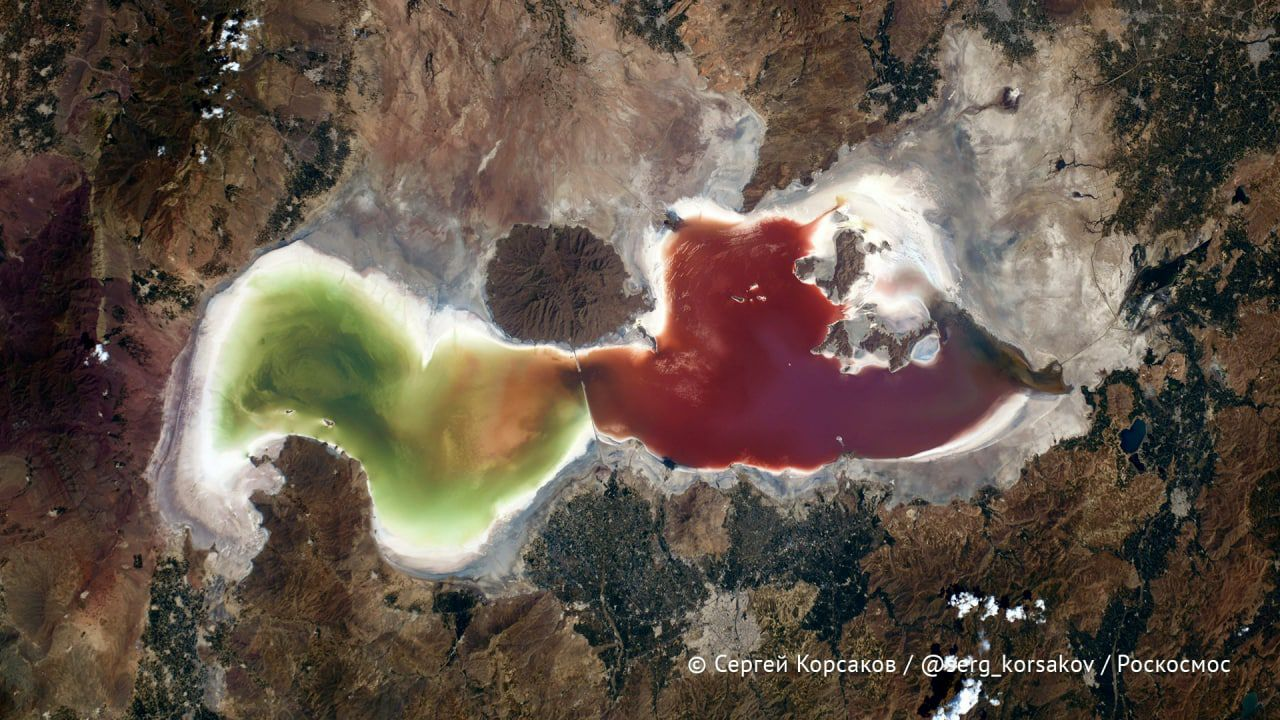
نقش منفی پل دریاچه ارومیه در محیط زیست آن

## تصویربرداریراداری
نتایج آنالیز داده‌های ماهواره ای با استفاده از روش تداخل سنجی راداری مرتبط با ۱۳ سال پایش (سال۸۳ تا۹۶ شمسی)، نشان از وقوع پدیده تحکیم خاک روی میان گذر دریاچه ارومیه می‌باشد. مقدار این نشست در خاکریز شرقی و غربی عادی بوده است اما اگر روند نشست در شرق و غرب خاکریز ناهمگون شود، احتمال آسیب پل نیز وجود خواهد داشت.

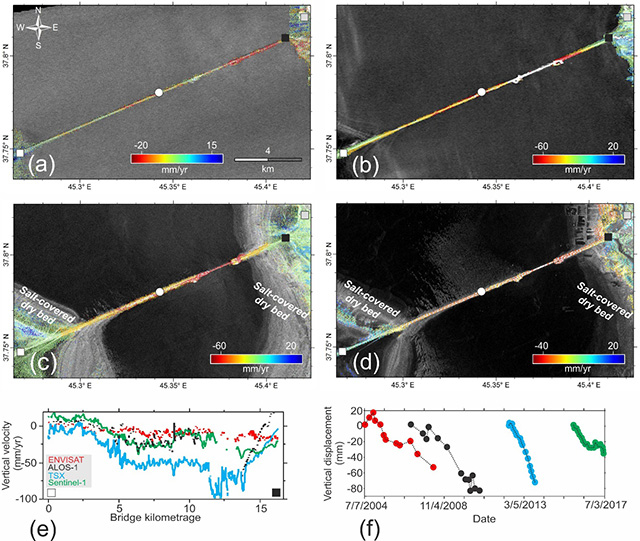
نرخ تغییر شکل میان گذر دریاچه ارومیه با استفاده از نتایج آنالیز سری‌های زمانی روش تداخل سنجی راداری.

## مزیت‌های طرح
پل میان‌گذر دریاچه ارومیه بخشی از بزرگراه شهید کلانتری است که ارومیه و تبریز را به هم متصل می‌کند. با بهره‌برداری از این مسیر، فاصله ۲۶۰ کیلومتری این دو کلان‌شهر، به نصف کاهش یافت. همچنین بیشترین تأثیر این پروژه در صرفه‌جویی مصرف سوخت، صرفه‌جویی زمان و کاهش تصادفات و کاهش استهلاک وسایل نقلیه است.

## بزرگراه شهید کلانتری
بزرگراه شهید کلانتری یکی از بزرگراه‌های ایران است. این بزرگراه از میان دریاچه ارومیه عبور کرده و دو استان آذربایجان شرقی و آذربایجان غربی را به هم پیوند می‌دهد. احداث این بزرگراه در تاریخ ۲۳ آبان ۱۳۸۷ خورشیدی با پایان‌یافتن ساخت پل میان‌گذر تکمیل شد. این پل از لحاظ مسایل فنی و اجرایی بزرگ‌ترین پروژه به‌صورت پل در ایران بود.

## تاریخچه
طرح احداث آزاد راه تبریز ارومیه نخستین‌بار در سال ۱۳۲۶ خورشیدی پیشنهاد شد. پس از سال‌ها سکوت، سپس در سال ۱۳۴۶ خورشیدی، احداث این بزرگراه در برنامه عمرانی چهارم ایران مطرح شد. این طرح برای بار دیگر مسکوت ماند تا اینکه در سال ۱۳۶۸ خورشیدی، شرکت آزاد راه تبریز ارومیه تأسیس شد. شرکت آزاد راه تبریز ارومیه بر اساس توافق شرکت ساخت و توسعه زیربناهای حمل و نقل وزارت راه و شهرسازی از یک طرف و شرکت سرمایه‌گذاری گروه توسعه ملی و سازمان بازنشستگی کشوری به صورت مشترک از طرف دیگر، به منظور انجام و اتمام پروژه آزادراه تبریز- ارومیه، تأسیس شد. مبنای حقوقی تأسیس این شرکت، اجرای قانون احداث پروژه‌های عمرانی بخش راه و ترابری از طریق مشارکت منابع مالی و پولی کشور در سال ۱۳۶۸ بود. موضوع فعالیت این شرکت، احداث، بهره‌برداری، نگهداری و مرمت آزادراه تبریز – ارومیه و پل میان‌گذر دریاچه ارومیه و اجرای طرح‌های جانبی مورد نیاز و انجام هر گونه عملیات راه و ساختمان در این زمینه است. همچنین شرکت آزادراه تبریز ارومیه می‌تواند در انواع طرح‌ها و پروژه‌های راه‌سازی، ساختمانی و مهندسی، تولیدی و خدماتی و اداره آن‌ها سرمایه‌گذاری و مشارکت کند. ۵۰ درصد سهام این شرکت متعلق به صندوق بازنشستگی کشوری و ۵۰ درصد دیگر متعلق به شرکت سرمایه‌گذاری گروه توسعه ملی است.
- ایستگاه اخذ عوارض

این شرکت در ابتدا دارای یک ایستگاه عوارضی در غرب و ابتدای ورودی جاده به دریاچه ارومیه با شش باجه اخذ عوارض بود که سپس به شرق دریاچه انتقال یافت. این باجه‌ها به صورت خودکار، الکترونیک و آنلاین کار می‌کنند و توانایی دریافت گزارش‌های مقایسه‌ای سالانه، ماهانه و هفتگی را دارند. رانندگان می‌توانند قبوض عوارض استفاده از این آزادراه را به صورت آنلاین پرداخت کنند.
- عوارض عبور از پل میان‌گذر

در سال ۱۳۹۵ خورشیدی، مبلغ عوارض دریافتی از هر خودروی سواری ۴۵۰۰ تومان، وانت‌بار شش هزار تومان، اتوبوس سیزده هزار تومان و تریلی ۲۳ هزار تومان بود.